# Ramphastos citreolaemus
A Ramphastos citreolaemus a madarak (Aves) osztályának harkályalakúak (Piciformes) rendjébe, ezen belül a tukánfélék (Ramphastidae) családjába tartozó faj.

## Előfordulása
A Ramphastos citreolaemus előfordulási területe Észak-Kolumbia és Északnyukat-Venezuela. Bolíviában is észlelték.
Habár az állománya ezidáig még nem volt felbecsülve, úgy tűnik, hogy az élőhelyein gyakori. Az erdőirtások és a vadászata veszélyeztethetik. Egyes helyeken úgy tűnik, hogy csökkent az egyedszáma.

## Rendszertani besorolása
Ezt a tukánt, korábban a feketecsőrű tukán (Ramphastos vitellinus) Lichtenstein, 1823 alfajaként írták le, azonban azóta egyesek önállófajként kezelik, míg mások még mindig alfajnak tekintik. Az ornitológusoknak egy harmadik csoportja a fehértorkú tukán (Ramphastos tucanus) alfajaként tartják számon. Az ügy tisztázásához, további DNS-vizsgálatok szükségesek.

## Fordítás
- Ez a szócikk részben vagy egészben  a   Citron-throated toucan című angol Wikipédia-szócikk ezen változatának fordításán alapul.  Az eredeti cikk szerkesztőit annak laptörténete sorolja fel. Ez a jelzés csupán a megfogalmazás eredetét és a szerzői jogokat jelzi, nem szolgál a cikkben szereplő információk forrásmegjelöléseként.